# Shubert Theatre (Broadway)

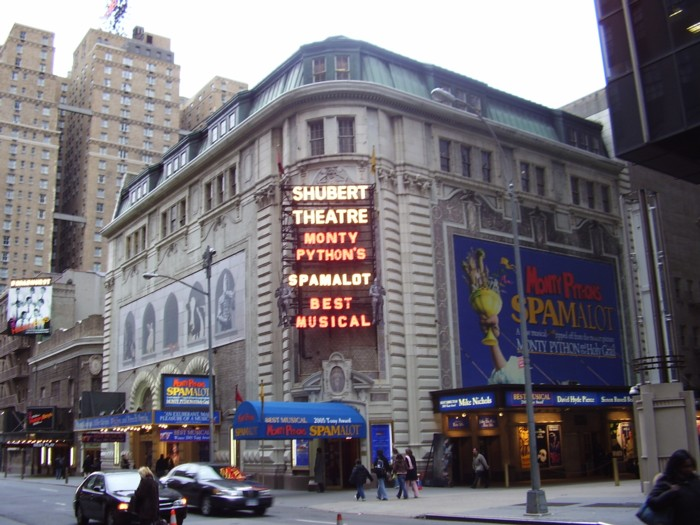
Shubert Theatre

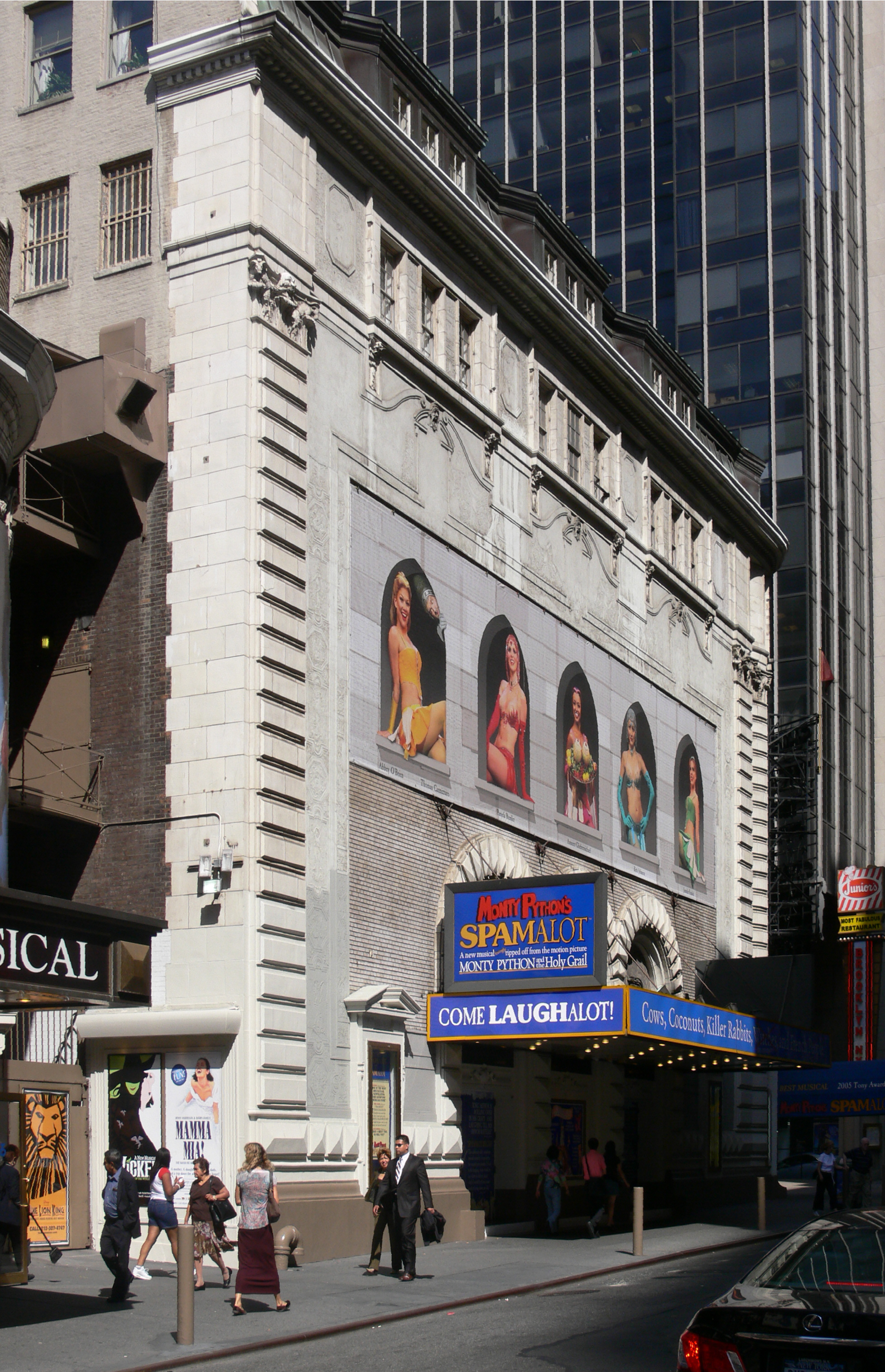
44th Street Fassade, 2007

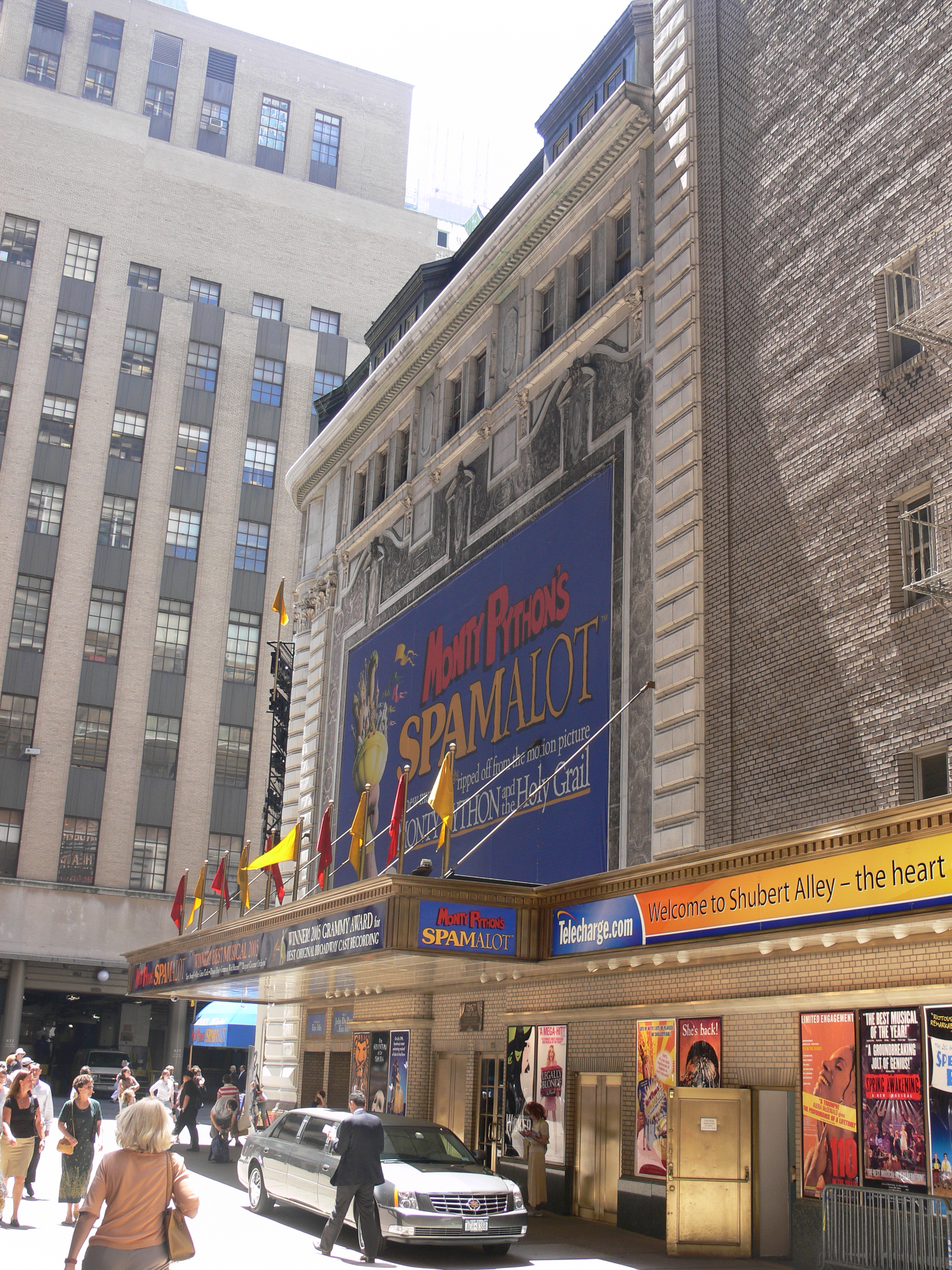
Shubert Alley Fassade, 2007

Das Shubert Theatre ist ein Theater in Manhattan, New York City, 225 West 44th Street. Es wurde nach den Eigentümern, The Shubert Organization, benannt. Das Gebäude wurde von dem Architekten Henry Beaumont Herts errichtet und 1913 eröffnet. Im Theater befinden sich 1.460 Sitze für Besucher. Die am längsten laufende Produktion am Shubert Theatre war das Musical A Chorus Line, das von 1975 bis 1990 lief. Die Verleihung des Tony Awards fand 1967 und 1968, 1974 sowie 1976 bis 1979 und 1985 im Shubert Theatre statt.
Daneben gab und gibt es in den USA mehrere weitere Theater und Kinos mit diesem Namen.

## Produktionen (Auswahl)
- 1914: To-Night's the Night
- 1917: Love o' Mike mit Clifton Webb als Alonzo Bird.[1]
- 1917: Maytime
- 1933: Gay Divorce
- 1934: Dodsworth
- 1936: Idiot’s Delight
- 1937: Babes in Arms
- 1939: The Philadelphia Story
- 1941: Pal Joey
- 1942: By Jupiter
- 1944: Bloomer Girl
- 1947: High Button Shoes
- 1950: Kiss Me, Kate
- 1951: Paint Your Wagon
- 1953: Can-Can
- 1955: The D'Oyly Carte Opera Company (Gilbert & Sullivan repetory)
- 1956: Will Success Spoil Rock Hunter?; The Pajama Game; Bells Are Ringing
- 1961: Bye Bye Birdie
- 1962: I Can Get It for You Wholesale; Stop the World - I Want to Get Off
- 1963: Here's Love
- 1964: Oliver!
- 1965: The Roar of the Greasepaint – The Smell of the Crowd
- 1966: Wait Until Dark; The Apple Tree
- 1968: Golden Rainbow; Promises, Promises
- 1972: The Creation of the World and Other Business
- 1973: A Little Night Music; The Sunshine Boys
- 1974: Over Here!
- 1975: Seascape
- 1975: A Chorus Line
- 1988: Into the Woods
- 1990: Buddy - The Buddy Holly Story
- 1992: Crazy for You
- 1996: Big
- 1996: Chicago
- 2003: Gypsy
- 2005: Spamalot
- 2009: Blithe Spirit; Memphis
- 2013: Matilda the Musical
- 2017: Hello, Dolly
- 2024: Hell’s Kitchen

## Künstlerische Rezeption
Das Musical The Producers von Mel Brooks spielt teilweise im und vor dem Shubert Theatre.